# Кто убил Марка?
«Кто убил Марка?» (укр. Хто вбив Марка?) — сингл російського реп-виконавця Oxxxymiron.

## Історія появи
1 листопада 2021 року Oxxxymiron опублікував запис інциденту з Ромою Жиганом у кліпі «Кто убил Марка?» де заявляв, що Жиган довгий час шантажував його публікацією ролика з нападом і таким чином змусив до зйомок у документальному фільмі BEEF: Російський хіп-хоп.

## Опис
Назва релізу відсилає до треку «Башня из слоновой кости» з останнього альбому Оксимірона «Горгород», де головного героя пластинки під ім'ям Марк було застрелено.
Сингл є автобіографією репера, починаючи з кінця двохтисячних. У ньому він розповідає про подробиці конфлікту з Ромою Жиганом та розвалу Vagabund; про справжню причину відмови від інтерв'ю Юрію Дудю; про психотерапію, зловживання ним наркотиками. Він також згадує Революцію Гідності в Україні та протести останніх років у Росії.
2013 року Oxxymiron через тиск з боку Роми Жигана не міг коментувати ситуацію на Майдані. За сюжетом кліпу, тепер артист звільняється від страху і розповідає про події, які його насправді хвилювали.
|  | «Мовчання затягує, мовчати – це як трясовина. «Болотка», Pussy Riot, репресії, Україна», – читає репер. |

На слові «Україна» (5:18 хв) у відео продемонстрували кадр з «беркутівцем», який намагається поцілити по мітингуючим українцям з вогнепальної зброї.
Також у титрах кліпу можна помітити зображення, на якому слухачі побачили слова «Смутні часи» і припустили, що репер випустить нову платівку з цією назвою. Про це також свідчить Твіттер-екаунт артиста, в якому ним нещодавно був закріплений твіт від 2018 року, в якому процитовано фразу Гендальфа з роману «Дві фортеці», другої частини трилогії «Володар перснів» Джона Р. Р. Толкіна: «Чекай мене з першим променем сонця. Я прийду на п'ятий день зі Сходу».